# Râle de Cayenne
Aramides cajaneus
Espèce
Statut de conservation UICN

 LC  : Préoccupation mineure
Le Râle de Cayenne (Aramides cajaneus) est une espèce d'oiseaux de la famille des Rallidae.

## Répartition
Son aire s'étend à travers le Sud de l'Amérique centrale et la moitié Nord de l'Amérique du Sud.